# Online Film Critics Society
A Online Film Critics Society, OFCS, é a maior associação de críticos de cinema que atuam primariamente na internet no mundo. Conta com críticos dos Estados Unidos, Canadá, Europa, América Latina, Ásia e Oceania. 

## OFCS Awards
É o maior prêmio da crítica na Internet, em 2012 completou 15 anos.

### 2012
| Categoria                | Vencedor                  | Por                                                            |
| ------------------------ | ------------------------- | -------------------------------------------------------------- |
| Melhor Filme             | A Árvore da Vida          |                                                                |
| Melhor Filme de Animação | Rango                     |                                                                |
| Melhor Diretor           | Terrence Malick           | A Árvore da Vida                                               |
| Melhor Ator Principal    | Michael Fassbender        | Shame                                                          |
| Melhor Atriz Principal   | Tilda Swinton             | Temos de Falar Sobre o Kevin                                   |
| Melhor Ator Coadjuvante  | Christopher Plummer       | Toda Forma de Amor                                             |
| Melhor Atriz Coadjuvante | Jessica Chastain          | A Árvore da Vida                                               |
| Melhor Roteiro Original  | Meia-noite em Paris       |                                                                |
| Melhor Roteiro Adaptado  | O Espião que Sabia Demais |                                                                |
| Melhor Montagem          | A Árvore da Vida          |                                                                |
| Melhor Fotografia        | A Árvore da Vida          |                                                                |
| Melhor Fime Estrangeiro  | A Separação               |                                                                |
| Melhor Documentário      | Cave of Forgotten Dreams  |                                                                |
| Prêmio Especial          | Jessica Chastain          | Pela mais espetacular performance no ano                       |
| Prêmio Especial          | Martin Scorsese           | Honrando seu trabalho e sua dedicação à preservação dos filmes |